# Campeonato Paraguaio de Futebol de 2011
O Campeonato Paraguaio de Futebol 2011 (denominado oficialmente Copa TIGO- Visión Banco) foi a temporada nº 77 da Primeira Divisão do futebol paraguaio.
No "Torneo Apertura" (primeiro semestre) Nacional se sagrou campeão pela 8º vez em sua história ao bater o Nacional na última data 2x1.
No "Torneo Clausura" (segundo semestre) Olimpia se sagrou campeão pela 39º vez em sua história ao bater o Rubio Ñu na última data 2x1.

## Promovidos e Rebaixados
| Promovidos           |
| -------------------- |
| 1º General Caballero |
| 2º Independiente     |

| Rebaixados              |
| ----------------------- |
| 11º Sport Colombia      |
| 12º Sportivo Trinidense |

## Participantes do Apertura
São doze no total: Nove equipes são do Assunção, dois são do departamento Central (Sportivo Luqueño e Sol de América), e um é do departamento de Alto Paraná (3 de febrero).
| Equipe                        | Cidade          | Departamento     | No ano anterior                                                           | Estádio                        | Capacidade | Títulos                                                  | Participações |
| ----------------------------- | --------------- | ---------------- | ------------------------------------------------------------------------- | ------------------------------ | ---------- | -------------------------------------------------------- | ------------- |
| Club Cerro Porteño            | Assunção        | Distrito Capital | Vice Campeão                                                              | Estádio General Pablo Rojas    | 32.910     | 28 (último em Apertura de 2009)                          | 96            |
| Club Guaraní                  | Assunção        | Distrito Capital | Lugar                                                                     | Estádio Rogelio Livieres       | 6.000      | 10 (último em Apertura de 2010)                          | 103           |
| Club Olimpia                  | Assunção        | Distrito Capital | Lugar                                                                     | Estádio Manuel Ferreira        | 15.000     | 38 (último em 2000)                                      | 104           |
| Club Sportivo Luqueño         | Luque           | Central          | Lugar                                                                     | Estádio Feliciano Cáceres      | 25.000     | 2 (1951,1953)                                            | 80            |
| Club Libertad                 | Assunção        | Distrito Capital | Campeão                                                                   | Estádio Dr. Nicolás Leoz       | 10.000     | 14 (último em Clausura de 2010)                          | 99            |
| Tacuary Football Club         | Assunção        | Distrito Capital | Lugar                                                                     | Estádio Roberto Bettega        | 6.000      | 0 (não possui)                                           | 12            |
| Club Nacional                 | Assunção        | Distrito Capital | Lugar                                                                     | Estádio Arsenio Erico          | 4.000      | 7 (1909, 1911, 1924, 1926, 1942, 1946, Clausura de 2009) | 97            |
| Club Atlético 3 de Febrero    | Ciudad del Este | Alto Paraná      | Lugar                                                                     | Estádio Antonio Oddone Sarubbi | 28.000     | 0 (não possui)                                           | 11            |
| Sol de América                | Villa Elisa     | Central          | Lugar                                                                     | Estádio Luis Alfonso Giagni    | 5.000      | 2 (1986, 1991)                                           | 96            |
| Club Rubio Ñu                 | Assunção        | Distrito Capital | Lugar                                                                     | Estádio La Arboleda            | 5.000      | 0 (não possui)                                           | 22            |
| Independiente de Campo Grande | Assunção        | Distrito Capital | Campeão do Campeonato Paraguaio de Futebol de 2010 - Segunda Divisão      | Estádio Ricardo Gregor         | 1.500      | 0 (não possui)                                           | 1             |
| General Caballero             | Assunção        | Distrito Capital | Vice Campeão do Campeonato Paraguaio de Futebol de 2010 - Segunda Divisão | Estádio Hugo Vaceque Bogado    | 5.000      | 0 (não possui)                                           | 15            |

## Torneo Apertura
É o campeonato nº 104 de Primeira Divisão do futebol paraguaio. Começou em 29 de janeiro e terminou em 5 de junho. O campeão foi Nacional (8).

### Clasificação final
| #   | Equipe            | Pts | J  | V  | E  | D  | GP | GC | SG  |
| --- | ----------------- | --- | -- | -- | -- | -- | -- | -- | --- |
| 1ª  | Nacional          | 47  | 22 | 14 | 5  | 3  | 34 | 18 | 16  |
| 2ª  | Olimpia           | 42  | 22 | 12 | 6  | 4  | 44 | 22 | 22  |
| 3ª  | Libertad          | 39  | 22 | 11 | 6  | 5  | 28 | 18 | 10  |
| 4ª  | Guaraní           | 34  | 22 | 9  | 7  | 6  | 23 | 19 | 4   |
| 5ª  | Rubio Ñu          | 31  | 22 | 8  | 7  | 7  | 35 | 34 | 1   |
| 6ª  | Tacuary           | 30  | 22 | 6  | 12 | 4  | 17 | 14 | 3   |
| 7ª  | Cerro Porteño     | 24  | 22 | 5  | 9  | 8  | 23 | 29 | -6  |
| 8ª  | 3 de Febrero      | 23  | 22 | 5  | 8  | 9  | 23 | 31 | -8  |
| 9ª  | Independiente     | 22  | 22 | 4  | 10 | 8  | 26 | 29 | -3  |
| 10ª | Sol de América    | 21  | 22 | 5  | 6  | 11 | 21 | 33 | -12 |
| 11ª | Sportivo Luqueño  | 20  | 22 | 4  | 8  | 10 | 24 | 36 | -12 |
| 12ª | General Caballero | 18  | 22 | 4  | 6  | 12 | 21 | 36 | -15 |

Pts – Pontos ganhos; J – Jogos; V - Vitórias; E - Empates; D - Derrotas; GP – Gols pró; GC – Gols contra; SG – Saldo de gols

### Confrontos
| M\V | 3FE | CER | GCA | GUA | IND | LIB | NAC | OLI | RUB | SOL | SLU | TAC |
| 3FE |     | 1:2 | 1:0 | 1:1 | 3:2 | 3:3 | 0:2 | 3:2 | 2:2 | 0:1 | 1:0 | 0:0 |
| CER | 1:1 |     | 2:2 | 0:0 | 1:1 | 1:2 | 1:2 | 1:2 | 1:1 | 1:1 | 1:0 | 1:1 |
| GCA | 0:0 | 1:0 |     | 0:1 | 1:2 | 0:1 | 1:3 | 1:2 | 1:5 | 3:2 | 1:0 | 1:1 |
| GUA | 1:0 | 1:0 | 2:1 |     | 2:0 | 1:2 | 2:2 | 0:0 | 2:1 | 2:0 | 2:0 | 1:2 |
| IND | 0:1 | 0:1 | 2:2 | 0:0 |     | 2:0 | 5:1 | 0:3 | 4:4 | 1:1 | 1:1 | 1:0 |
| LIB | 3:0 | 1:1 | 2:0 | 0:0 | 1:0 |     | 0:1 | 0:0 | 4:1 | 1:2 | 2:1 | 0:0 |
| NAC | 1:1 | 2:0 | 3:1 | 2:1 | 1:0 | 1:2 |     | 1:2 | 3:0 | 2:0 | 0:0 | 1:0 |
| OLI | 3:1 | 0:2 | 3:1 | 4:3 | 1:1 | 2:2 | 1:2 |     | 1:3 | 2:0 | 5:0 | 0:0 |
| RUB | 1:0 | 2:2 | 1:0 | 3:0 | 2:2 | 0:1 | 0:0 | 0:3 |     | 1:0 | 2:1 | 0:1 |
| SOL | 3:2 | 2:3 | 1:2 | 0:1 | 1:0 | 0:1 | 0:0 | 0:4 | 3:4 |     | 1:1 | 0:0 |
| SLU | 2:1 | 4:1 | 1:1 | 1:0 | 1:1 | 1:0 | 1:3 | 1:4 | 2:2 | 2:2 |     | 2:2 |
| TAC | 1:1 | 2:0 | 1:1 | 0:0 | 1:1 | 1:0 | 0:1 | 0:0 | 1:0 | 0:1 | 3:2 |     |

 M=Mandante; V=Visitante

## Premiação
| Campeonato Paraguaio 2011 Primeira Divisão - Apertura |
| Assunção                                              |
| ----------------------------------------------------- |
| Club Nacional Campeão (8º título)                     |

## Participantes do Clausura
São doze no total: Nove equipes são do Assunção, dois são do departamento Central (Sportivo Luqueño e Sol de América), e um é do departamento de Alto Paraná (3 de febrero).
| Equipe                        | Cidade          | Departamento     | No ano anterior                                                           | Estádio                        | Capacidade | Títulos                                                                   | Participações |
| ----------------------------- | --------------- | ---------------- | ------------------------------------------------------------------------- | ------------------------------ | ---------- | ------------------------------------------------------------------------- | ------------- |
| Club Cerro Porteño            | Assunção        | Distrito Capital | Lugar                                                                     | Estádio General Pablo Rojas    | 32.910     | 28 (último em Apertura de 2009)                                           | 98            |
| Club Guaraní                  | Assunção        | Distrito Capital | Lugar                                                                     | Estádio Rogelio Livieres       | 6.000      | 10 (último em Apertura de 2010)                                           | 104           |
| Club Olimpia                  | Assunção        | Distrito Capital | Vice Campeão                                                              | Estádio Manuel Ferreira        | 15.000     | 38 (último em 2000)                                                       | 105           |
| Club Sportivo Luqueño         | Luque           | Central          | Lugar                                                                     | Estádio Feliciano Cáceres      | 25.000     | 2 (1951,1953)                                                             | 81            |
| Club Libertad                 | Assunção        | Distrito Capital | Lugar                                                                     | Estádio Dr. Nicolás Leoz       | 10.000     | 14 (último em Clausura de 2010)                                           | 100           |
| Tacuary Football Club         | Assunção        | Distrito Capital | Lugar                                                                     | Estádio Roberto Bettega        | 6.000      | 0 (não possui)                                                            | 13            |
| Club Nacional                 | Assunção        | Distrito Capital | Campeão                                                                   | Estádio Arsenio Erico          | 4.000      | 7 (1909, 1911, 1924, 1926, 1942, 1946, Clausura de 2009,Apertura de 2011) | 98            |
| Club Atlético 3 de Febrero    | Ciudad del Este | Alto Paraná      | Lugar                                                                     | Estádio Antonio Oddone Sarubbi | 28.000     | 0 (não possui)                                                            | 12            |
| Sol de América                | Villa Elisa     | Central          | Lugar                                                                     | Estádio Luis Alfonso Giagni    | 5.000      | 2 (1986, 1991)                                                            | 97            |
| Club Rubio Ñu                 | Assunção        | Distrito Capital | Lugar                                                                     | Estádio La Arboleda            | 5.000      | 0 (não possui)                                                            | 23            |
| Independiente de Campo Grande | Assunção        | Distrito Capital | Campeão do Campeonato Paraguaio de Futebol de 2010 - Segunda Divisão      | Estádio Ricardo Gregor         | 1.500      | 0 (não possui)                                                            | 2             |
| General Caballero             | Assunção        | Distrito Capital | Vice Campeão do Campeonato Paraguaio de Futebol de 2010 - Segunda Divisão | Estádio Hugo Vaceque Bogado    | 5.000      | 0 (não possui)                                                            | 16            |

## Torneo Clausura
É o campeonato nº 105 de Primeira Divisão do futebol paraguaio. Começou em 29 de julho e terminou em 18 de dezembro. O campeão foi Olimpia (39).

### Clasificação final
| #   | Equipe            | Pts | J  | V  | E | D  | GP | GC | SG  |
| --- | ----------------- | --- | -- | -- | - | -- | -- | -- | --- |
| 1ª  | Olimpia           | 46  | 22 | 14 | 4 | 4  | 38 | 22 | 16  |
| 2ª  | Cerro Porteño     | 43  | 22 | 12 | 7 | 3  | 41 | 22 | 19  |
| 3ª  | Libertad          | 40  | 22 | 11 | 7 | 4  | 36 | 19 | 17  |
| 4ª  | Nacional          | 36  | 22 | 11 | 3 | 8  | 34 | 27 | 7   |
| 5ª  | Tacuary           | 30  | 22 | 7  | 9 | 6  | 31 | 28 | 3   |
| 6ª  | Independiente     | 30  | 22 | 7  | 9 | 6  | 29 | 26 | 3   |
| 7ª  | Sol de América    | 28  | 22 | 7  | 7 | 8  | 27 | 30 | -3  |
| 8ª  | Rubio Ñu          | 27  | 22 | 7  | 6 | 9  | 25 | 29 | -4  |
| 9ª  | Guaraní           | 24  | 22 | 6  | 6 | 10 | 32 | 37 | -5  |
| 10ª | General Caballero | 23  | 22 | 7  | 2 | 13 | 29 | 49 | -20 |
| 11ª | 3 de Febrero      | 18  | 22 | 4  | 6 | 12 | 29 | 41 | -12 |
| 12ª | Sportivo Luqueño  | 15  | 22 | 3  | 6 | 13 | 18 | 39 | -21 |

Pts – Pontos ganhos; J – Jogos; V - Vitórias; E - Empates; D - Derrotas; GP – Gols pró; GC – Gols contra; SG – Saldo de gols

### Confrontos
| M\V | 3FE | CER | GCA | GUA | IND | LIB | NAC | OLI | RUB | SOL | SLU | TAC |
| 3FE |     | 1:1 | 5:2 | 0:2 | 0:1 | 2:1 | 1:1 | 0:1 | 1:2 | 2:2 | 1:1 | 2:3 |
| CER | 3:0 |     | 5:1 | 0:1 | 0:1 | 1:1 | 1:3 | 0:0 | 1:1 | 2:0 | 4:2 | 2:1 |
| GCA | 3:7 | 2:4 |     | 2:0 | 2:1 | 0:3 | 2:0 | 1:2 | 0:1 | 1:2 | 2:1 | 1:1 |
| GUA | 0:0 | 0:2 | 1:2 |     | 2:2 | 0:3 | 1:2 | 3:4 | 2:2 | 3:1 | 2:0 | 0:0 |
| IND | 2:0 | 1:3 | 1:1 | 1:1 |     | 1:1 | 3:1 | 0:2 | 3:1 | 1:1 | 0:0 | 1:0 |
| LIB | 4:1 | 0:1 | 1:0 | 3:2 | 2:2 |     | 1:1 | 2:1 | 2:1 | 0:2 | 2:0 | 1:1 |
| NAC | 2:0 | 1:1 | 3:0 | 5:2 | 2:1 | 2:1 |     | 1:0 | 1:2 | 0:1 | 2:1 | 3:4 |
| OLI | 4:0 | 1:1 | 2:1 | 2:0 | 2:2 | 0:2 | 1:0 |     | 2:1 | 1:0 | 2:0 | 3:1 |
| RUB | 2:1 | 0:2 | 0:2 | 2:2 | 1:1 | 0:2 | 2:3 | 1:1 |     | 2:0 | 1:0 | 1:2 |
| SOL | 1:3 | 2:2 | 4:0 | 2:1 | 3:1 | 0:3 | 0:1 | 1:3 | 0:0 |     | 1:1 | 1:1 |
| SLU | 1:0 | 2:3 | 1:4 | 1:5 | 0:3 | 0:0 | 1:0 | 3:1 | 0:2 | 1:2 |     | 2:2 |
| TAC | 2:2 | 1:2 | 4:0 | 1:2 | 1:0 | 1:1 | 1:0 | 2:3 | 1:0 | 1:1 | 0:0 |     |

 M=Mandante; V=Visitante

## Premiação
| Campeonato Paraguaio 2011 Primeira Divisão - Clausura |
| Assunção                                              |
| ----------------------------------------------------- |
| Club Olímpia Campeão (39º título)                     |

## Tabela agregada de 2011
Esta tabela é utilizada como classificatória para a Copa Libertadores da América de 2012 e Copa Sul-Americana de 2012. Paraguai terá 3 equipes classificadas para a Copa Libertadores da América de 2012 e 3 classificadas para a Copa Sul-Americana de 2012:
- Copa Libertadores da América de 2012 classifican

-O campeão do Torneo Apertura 2011
-O campeão do Torneo Clausura 2011
-Melhor pontuação entre os não-campeões do Apertura e Clausura 2011.
- Copa Sul-Americana de 2012 classifican

-Melhor pontuação entre os campeões do Torneo Apertura/Clausura 2011
-Melhor pontuação entre os não-classificados para a Copa Libertadores da América de 2012
-2do Melhor pontuação entre os não-classificados para a Copa Libertadores da América de 2012
| #   | Equipe            | Pts | J  | V  | E  | D  | GP | GC | SG  |
| --- | ----------------- | --- | -- | -- | -- | -- | -- | -- | --- |
| 1ª  | Olimpia           | 88  | 44 | 26 | 10 | 8  | 82 | 44 | 38  |
| 2ª  | Nacional          | 83  | 44 | 25 | 8  | 11 | 68 | 45 | 23  |
| 3ª  | Libertad          | 79  | 44 | 22 | 13 | 9  | 64 | 37 | 27  |
| 4ª  | Cerro Porteño     | 67  | 44 | 17 | 16 | 11 | 64 | 51 | 13  |
| 5ª  | Tacuary           | 60  | 44 | 13 | 21 | 10 | 48 | 42 | 6   |
| 6ª  | Guaraní           | 58  | 44 | 15 | 13 | 16 | 55 | 56 | -1  |
| 7ª  | Rubio Ñu          | 58  | 44 | 15 | 14 | 15 | 60 | 63 | -3  |
| 8ª  | Independiente     | 52  | 44 | 11 | 19 | 14 | 55 | 55 | 0   |
| 9ª  | Sol de América    | 49  | 44 | 12 | 13 | 21 | 48 | 63 | -15 |
| 10ª | 3 de Febrero      | 41  | 44 | 9  | 14 | 21 | 52 | 72 | -20 |
| 11ª | General Caballero | 41  | 44 | 11 | 8  | 25 | 50 | 85 | -35 |
| 12ª | Sportivo Luqueño  | 35  | 44 | 7  | 14 | 23 | 42 | 75 | -33 |

Pts – Pontos ganhos; J – Jogos; V - Vitórias; E - Empates; D - Derrotas; GP – Gols pró; GC – Gols contra; SG – Saldo de gols
|  | Classificado para a Copa Libertadores da América de 2012 e Copa Sul-Americana de 2012 |
|  | Classificados para a Copa Libertadores da América de 2012                             |
|  | Classificados para a Copa Sul-Americana de 2012                                       |

## Tabela de rebaixamento
Para definir o rebaixamento, soma-se os pontos de todas as últimas 3 temporadas e divide-se pelo total de jogos. Os dois últimos equipes rebaixam para a División Intermedia (segunda divisão paraguaia).
| #   | Equipe            | Média | Pts total | Total de partidas | Pts 2009 | Pts 2010 | Pts 2011 |
| --- | ----------------- | ----- | --------- | ----------------- | -------- | -------- | -------- |
| 1ª  | Libertad          | 1,878 | 248       | 132               | 82       | 87       | 79       |
| 2ª  | Cerro Porteño     | 1,810 | 239       | 132               | 81       | 91       | 67       |
| 3ª  | Nacional          | 1,795 | 237       | 132               | 77       | 77       | 83       |
| 4ª  | Olimpia           | 1,734 | 229       | 132               | 70       | 71       | 88       |
| 5ª  | Guaraní           | 1,590 | 210       | 132               | 67       | 85       | 58       |
| 6ª  | Rubio Ñu          | 1,416 | 187       | 132               | 63       | 66       | 58       |
| 7ª  | Tacuary           | 1,219 | 161       | 132               | 64       | 37       | 60       |
| 8ª  | Independiente     | 1,181 | 52        | 44                | -        | -        | 52       |
| 9ª  | Sol de América    | 1,090 | 144       | 132               | 50       | 45       | 49       |
| 10ª | Sportivo Luqueño  | 0,969 | 128       | 132               | 51       | 42       | 35       |
| 11ª | General Caballero | 0,931 | 41        | 44                | -        | -        | 41       |
| 12ª | 3 de Febrero      | 0,924 | 122       | 132               | 43       | 38       | 41       |

 Pos=Posición; Prom=Promedio; PT=Puntaje total; PJ=Partidos jugados
|  | Rebaixamento para a División Intermedia |